# Earth Song
Singles de Michael Jackson
You Are Not Alone
(1995) They Don't Care About Us
(1995)
Pistes de HIStory
This Time Around
(4) D.S.
(6)
Earth Song est une chanson de Michael Jackson. Elle apparaît en cinquième piste sur le double album HIStory (1995).
Sortie comme 3e single tiré de l'album HIStory le 27 novembre 1995, Earth Song a atteint le Top 5 de nombreux classements musicaux. Elle s'est notamment classée no 1 au Royaume-Uni et est devenue la chanson de Michael Jackson la mieux vendue dans ce pays.
Earth Song a fait l'objet d'un clip en 1996 et a été remixée l'année suivante pour figurer sur l'album Blood on the Dance Floor.

## Origine de la chanson
Le titre se nommait dans sa version démo What About Us et a été travaillé dès 1989. Il ne fut pas finalisé à temps pour l'album Dangerous et fut retravaillé par la suite. Certaines retouches ont été faites par David Foster et Bill Bottrell, comme quelques notes de guitare et de basse, et Michael a modifié des paroles et sa façon de chanter (voix moins haute) pour la partie finale. Earth Song a été le dernier enregistrement effectué pour l'album History.

## Composition
Earth song est une chanson qui incorpore des éléments de blues, de gospel et d'opéra.

## Thèmes
Earth Song aborde le thème de l'environnement, de la guerre, la pollution, la déforestation et la cruauté envers les animaux. Le chanteur essaie de faire passer un message écologiste et estime lors d'une interview que la chanson représente une occasion de faire entendre aux gens la « voix de la planète » : « I think earth feels the pain, and she has wounds […] this is my chance to pretty much let people hear the voice of the planet. »),.

## Vidéo-clip
Tourné en Croatie, en Tanzanie, au Brésil, ainsi qu'à New York, le vidéo-clip de Earth Song illustre les thèmes de la chanson. Sorti en 1996, il a été réalisé par Nicholas Brandt et nommé aux Grammy Awards en 1997.

## Ventes
La chanson a atteint le Top 5 de nombreux classements musicaux (Autriche, Belgique, Finlande, France, Norvège, Pays-Bas et Suède). Elle se place en tête des hit-parades en Espagne, durant 10 semaines, et en Suisse, durant 31 semaines. 
Au Royaume-Uni, Earth Song se classe en tête du UK Singles Chart en décembre 1995 et reste no 1 durant six semaines. Le single s'écoule au total à 1 210 297 exemplaires (chiffres de 2017) et est la 6e meilleure vente de single au Royaume-Uni pour l'année 1995. Earth Song est d'ailleurs la chanson de Michael Jackson s'étant le mieux vendue dans ce pays. Au début du mois de juillet 2009, peu de temps après la mort du chanteur, elle fait partie des treize chansons de Michael Jackson classées dans le Top 40 britannique.
La chanson n'est pas sortie en single aux États-Unis mais son remix figurant sur l'album Blood on the Dance Floor (album) a atteint la 32e place du classement Hot Dance Club Play établi à partir d'un sondage national auprès des disc jockeys,.

## Interprétation sur scène

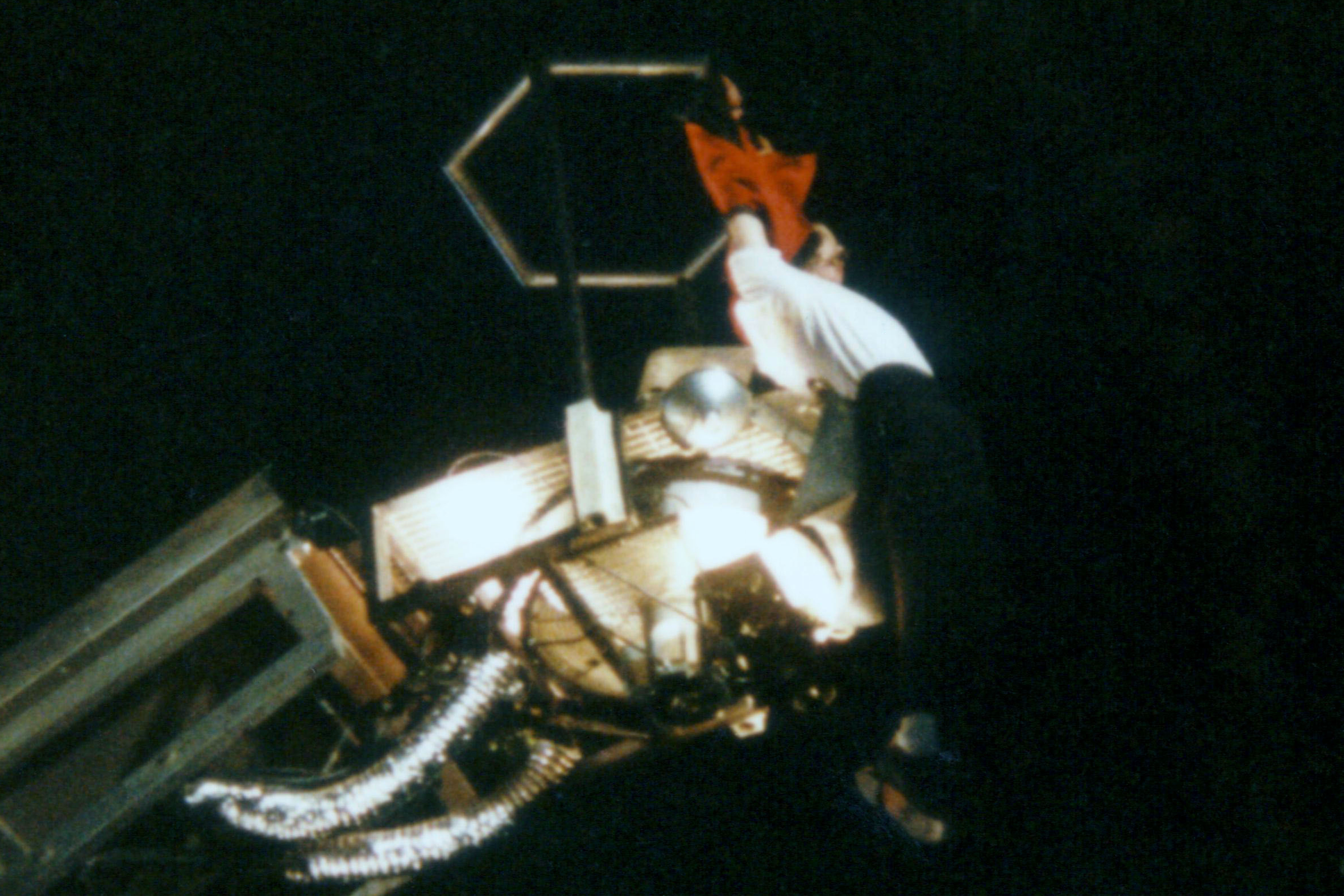
Michael Jackson interprétant Earth Song lors du HIStory World Tour le 20 juin 1997 à Lausanne.

Earth Song a figuré au programme de la tournée HIStory World Tour. Elle a également été interprétée durant la cérémonie des Brit Awards 1996 et aux World Music Awards à Monaco la même année. Un incident eut lieu lors des Brit Awards quand Jarvis Cocker, chanteur du groupe britannique Pulp, perturba la performance en montant sur scène (pour dénoncer la « position christique » de Jackson). Cet incident fit remonter les ventes de la chanson au Royaume-Uni. Earth Song devait également être interprétée lors de la tournée This Is It. Elle fut la dernière chanson que Michael Jackson répéta avant sa mort.

## Reprises
Elle a été reprise, arrangée en salsa sur l'album Unity: The Latin Tribute to Michael Jackson (2005), produit par Tony Succar, et chantée par La India.

## Crédits
- Michael Jackson : chant
- David Foster : arrangements orchestraux
- Steve Ferrone, Bill Bottrell et Michael Jackson : percussions
- Steve Porcaro : programmation des synthétiseurs
- Bill Bottrell : guitare
- Guy Pratt : basse
- Andrae Crouch : chœurs
- Michael Jackson : arrangements
- David Foster : piano
- David Foster, David Paich et Michael Jackson : claviers et synthétiseurs

### SingleEarth Song
Audio (CD)
1. Earth Song – 6:46

Vidéoclip (DVD)
1. Earth Song (Official Video) – 6:45

## CoffretVisionary(2006)

### Liste des titres
CD
1. Earth Song (Radio Edit) – 5:02
2. Earth Song (Hani's Club Experience) – 7:55

DVD
1. Earth Song (Music video) – 6:43

## Classements et certifications

### Classements hebdomadaires
| Classement (1995–1996)                  | Meilleure position |
| --------------------------------------- | ------------------ |
| Allemagne (Media Control AG)            | 1                  |
| Australie (ARIA)                        | 15                 |
| Autriche (Ö3 Austria Top 40)            | 2                  |
| Belgique (Flandre Ultratop 50 Singles)  | 4                  |
| Belgique (Flandre VRT Top 30)           | 4                  |
| Belgique (Wallonie Ultratop 50 Singles) | 2                  |
| Canada (100 Hit Tracks)                 | 40                 |
| Canada (Adult Contemporary Tracks)      | 27                 |
| Danemark (IFPI)                         | 4                  |
| États-Unis (Hot Dance Club Play)        | 32                 |
| Europe (Eurochart Hot 100)              | 1                  |
| Finlande (Suomen virallinen lista)      | 8                  |
| France (SNEP)                           | 2                  |
| Hongrie (Mahasz)                        | 6                  |
| Irlande (IRMA)                          | 2                  |
| Italie (FIMI)                           | 6                  |
| Norvège (VG-lista)                      | 4                  |
| Nouvelle-Zélande (RMNZ)                 | 4                  |
| Pays-Bas (Nederlandse Top 40)           | 4                  |
| Pays-Bas (Single Top 100)               | 3                  |
| Pologne (Classements Singles)           | 1                  |
| Royaume-Uni (UK Singles Chart)          | 1                  |
| Suède (Sverigetopplistan)               | 4                  |
| Suisse (Schweizer Hitparade)            | 1                  |
| Zimbabwe                                | 7                  |

| Classement (2006)              | Meilleure position |
| ------------------------------ | ------------------ |
| Espagne (PROMUSICAE)           | 1                  |
| Irlande (IRMA)                 | 25                 |
| Italie (FIMI)                  | 15                 |
| Pays-Bas (Single Top 100)      | 46                 |
| Royaume-Uni (UK Singles Chart) | 34                 |
| Suisse (Schweizer Hitparade)   | 71                 |

| Classement (2009–2010)                     | Meilleure position |
| ------------------------------------------ | ------------------ |
| Autriche (Ö3 Austria Top 40)               | 13                 |
| Belgique (Flandre Back Catalogue Singles)  | 7                  |
| Belgique (Wallonie Back Catalogue Singles) | 6                  |
| Danemark (Tracklisten)                     | 32                 |
| États-Unis (Hot Digital Songs)             | 71                 |
| Pays-Bas (Single Top 100)                  | 13                 |
| Royaume-Uni (UK Singles Chart)             | 33                 |
| Suède (Sverigetopplistan)                  | 44                 |
| Suisse (Schweizer Hitparade)               | 4                  |

| Classement (2013) | Meilleure position |
| ----------------- | ------------------ |
| France (SNEP)     | 154                |

| Classement (1995)               | Position |
| ------------------------------- | -------- |
| Belgique (Wallonie Ultratop 40) | 47       |
| Pays-Bas (Single Top 100)       | 66       |
| Royaume-Uni (UK Singles Chart)  | 6        |

| Classement (1996)               | Position |
| ------------------------------- | -------- |
| Autriche (Ö3 Austria Top 40)    | 10       |
| Belgique (Flandre Ultratop 50)  | 88       |
| Belgique (Wallonie Ultratop 40) | 50       |
| France (SNEP)                   | 72       |
| Italie (FIMI)                   | 40       |
| Pays-Bas (Nederlandse Top 40)   | 60       |
| Pays-Bas (Single Top 100)       | 48       |
| Suisse (Schweizer Hitparade)    | 19       |

| Pays              | Certification | Date              | Ventes certifiées |
| ----------------- | ------------- | ----------------- | ----------------- |
| Allemagne (BVMI)  | 2 × Platine   | 1996              | 2 000 000         |
| Autriche (IFPI)   | Platine       | 12 mars 1996      | 30 000            |
| France (SNEP)     | Or            | 1995              | 250 000           |
| Norvège (IFPI)    | Or            | 1996              | 5 000             |
| Royaume-Uni (BPI) | Platine       | 1er décembre 1995 | 1 170 000         |